# Jordi Sánchez (piłkarz)
Jordi Sánchez Ribas (ur. 11 listopada 1994 w Barcelonie) – hiszpański piłkarz występujący na pozycji napastnika, zawodnik Hokkaido Consadole Sapporo.